# Kilpisjärvi (meer)
Het Kilpisjärvi, Gilbbesjávri, is een meer in het noordwesten van Finland. Het meer ligt minder dan vijf kilometer van Treriksröset, het drielandenpunt met Noorwegen en Zweden. Het meer bestaat uit twee delen, het Ylinen Kilpisjärvi, Samisch: Bajit Gilbbesjávri, in het noorden en het Alanen Kilpisjärvi, Vuolit Gilbbesjárvi, in het zuiden. Het water ervan stroomt de rivier de Kilpis in. Het meer is grote delen van het jaar bevroren. De heilige berg Saana ligt aan het meer.
Alhoewel het meer dus grote delen van het jaar bevroren is, bevinden zich enige recreatieplaatsen aan het meer, bijvoorbeeld het plaatselijke kampeerterrein. Het kan zijn dat tijdens het midzomerfeest van 21 juni nog auto's op het meer kunnen worden geparkeerd. Rondom het meer zijn er enkele toeristische attracties, bijvoorbeeld wandelingen in de omgeving, waar niemand woont, en naar Treriksröset. Het enige dorp Kilpisjärvi in de wijde omgeving ligt aan het meer, een dorp met gemiddeld ongeveer 110 inwoners. Het inmiddels verlaten Koltaluokta ligt aan de Zweedse oever.
Het meer heeft een oppervlakte van 33,73 km², de maximale diepte is 57 meter en de inhoud bedraagt ongeveer 0,75 km³. Het meer watert af via de Könkämä.
Afwatering: meer Kilpisjärvi → Kilpis → Könkämä →  Muonio → Torne → Botnische Golf